# Museo Palacio de Arte de Düsseldorf

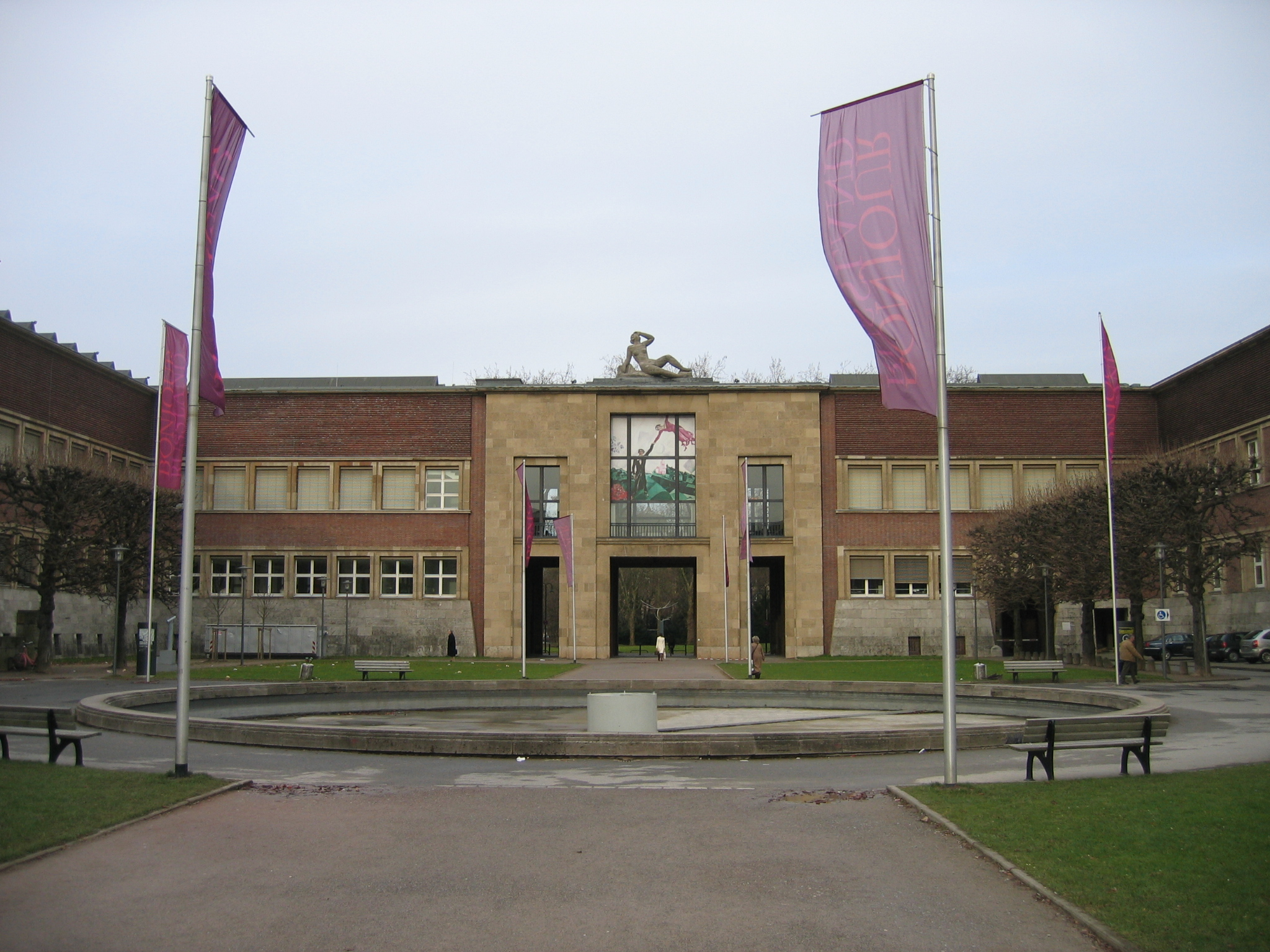
Museum Kunst Palast de Düsseldorf.

El Museo Palacio de Arte de Düsseldorf (del alemán: Museum Kunst Palast) es un museo de arte de Düsseldorf que aloja una colección que abarca desde la antigüedad clásica hasta la actualidad: pinturas, esculturas, una colección gráfica de 70.000 dibujos, fotografías y grabados, colección de artes aplicadas y el museo Hentrich que posee una importante colección de obras de cristal. El complejo dispone de un área de 5000 m² de exposición permanente y 4000 m² para exposiciones temporales además de biblioteca de arte, el teatro Robert Schumann con 800 butacas y un Instituto de Restauración.

## Historia
El museo tiene sus antecedentes en un Kunstmuseum Düsseldorf,  una típica colección de arte comunal en Alemania. Las primeras exposiciones estuvieron a cargo de los populares regentes Jan Wellem, duque de Palatinado, y su esposa Ana María Luisa de Médici y algunos ricos ciudadanos de Düsseldorf. El número de obras expuestas se amplió en el siglo XIX con la colección de Lambert Krahe, anteriormente una colección con fines educativos de la Kunstakademie Düsseldorf [Academia de Bellas Artes de Düsseldorf]. La Düsseldorfer Gallerieverein, fundada en el siglo XIX, recogió muchos dibujos de la Düsseldorfer Malerschule, más tarde cedidas a esta colección.
El Kunstmuseum [Museo de Arte], en su forma actual, se inauguró en 1913 para exponer la Colección Municipal de Arte.

### El edificio actual
El complejo de edificios Ehrenhof fue construido en 1925 para la exposición "GeSoLei (abreviatura del alemán, Gesundheitspflege, soziale Fürsorge und Leibesübungen [salud, atención social y deporte"]. Los planes de construcción del edificio corresponden al arquitecto Wilhelm Kreis.
Las colecciones de arte comunal, las  obras del Museo de Artes Aplicadas (que había sido fundado en 1883)  y las de la Colección Hetjens de cerámica del Hetjens-Museum se trasladaron al edificio Ehrenhof en 1928. (En 1969 las cerámicas se trasladaron al Palais Nesselrode en la Schulstraße en Düsseldorf-Carlstadt.)
En 1932 se añadió la colección de la Academia de Arte, que había sido refundada en 1819 y que contaba con una treintena de pinturas de la colección privada que el Elector del Palatinado Johann Wilhelm fundó en 1710. La mayoría de las obras de la colección original habían pasado a ser de propiedad de la familia real bávara y habían sido trasladadas en 1805 a Múnich alojándose finalmente en el Alte Pinakothek.
Tras la Segunda Guerra Mundial, especialmente en la década de los años 1960, la colección se amplió con las aportaciones de donaciones o cesiones permanentes de diversas colecciones: Hentrich y Barlach-Heuer, Giradet, Binder, Schwartz y Koch. En 1979 las colecciones fueron repartidas por la ciudad con motivo de la restauración y ampliación del edificio que reabrió sus puertas en mayo de 1985. Un incendio en 1993 obligó a cerrar el museo hasta el año siguiente.
En 2001 el Museo de Arte y el vecino Palacio de Arte constituyeron una fundación (en una asociación público-privada) denominada: "Stiftung museum kunst palast" [Museo Palacio de Arte de Düsseldorf].
En el mismo complejo de edificios, también tiene su sede el NRW-Forum Kultur und Wirtschaft  [Foro para la cultura y la economía de Renania del Norte-Westfalia].

## Galería de imágenes

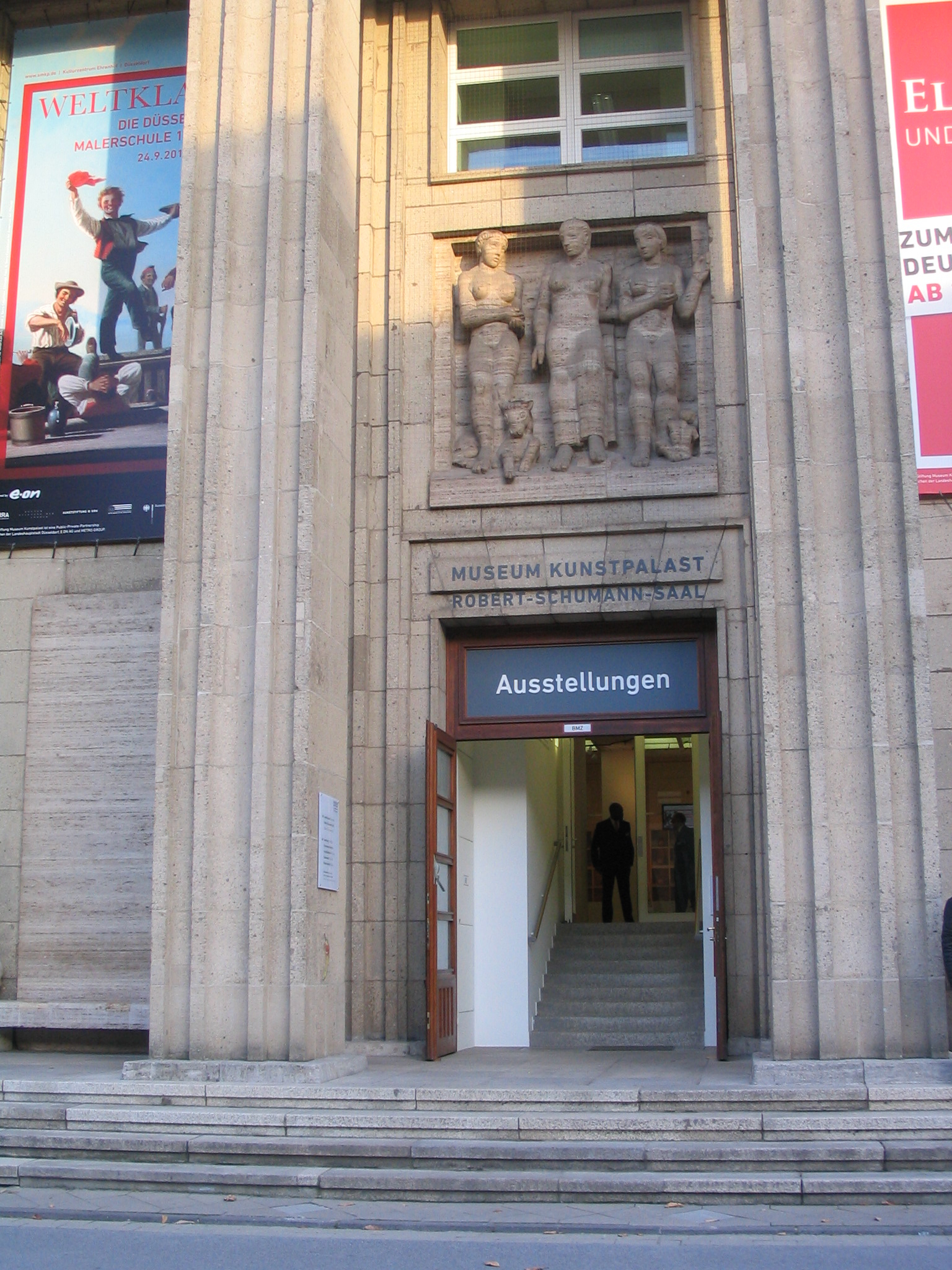
Entrada ala oriental
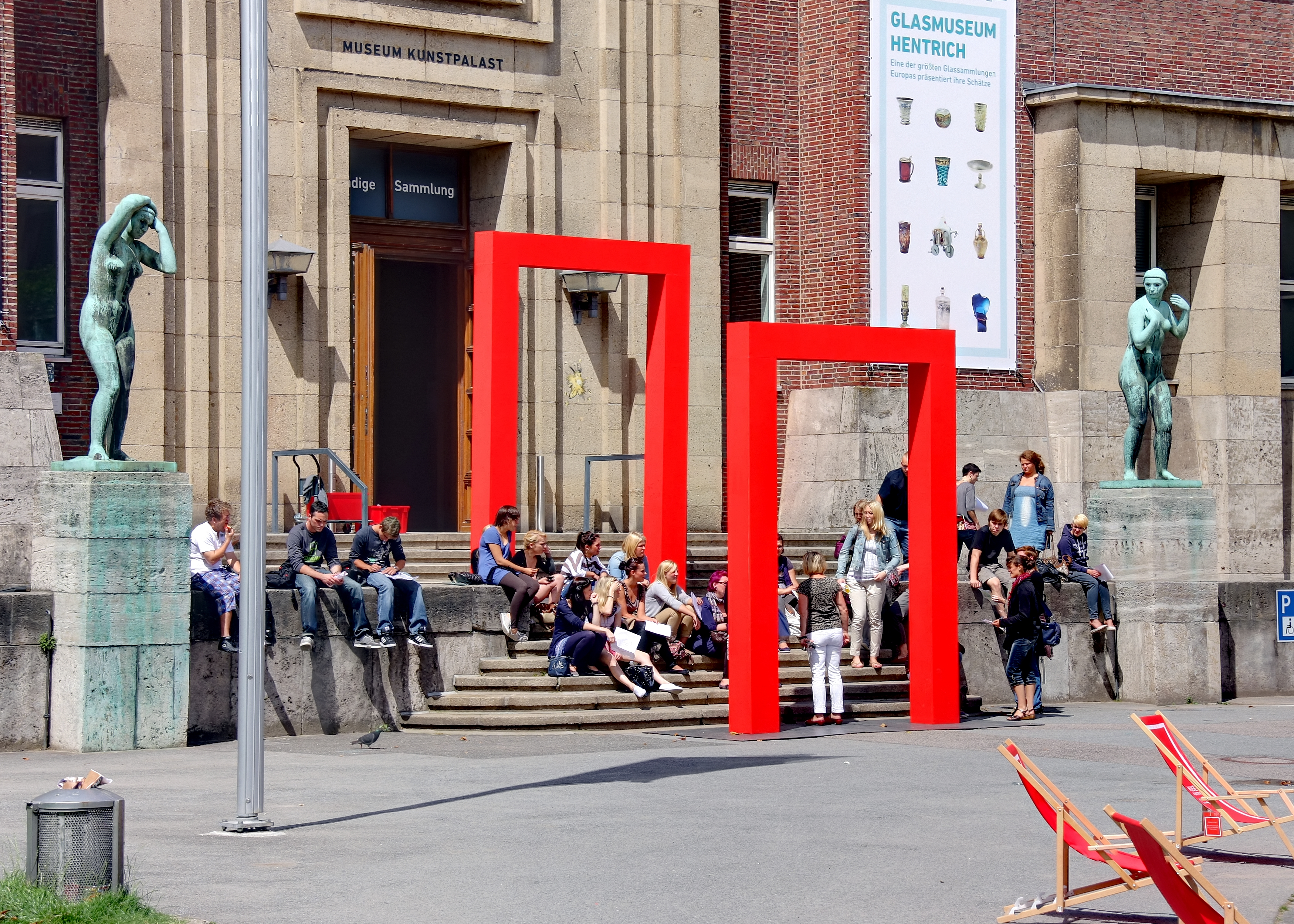
Entrada ala occidental
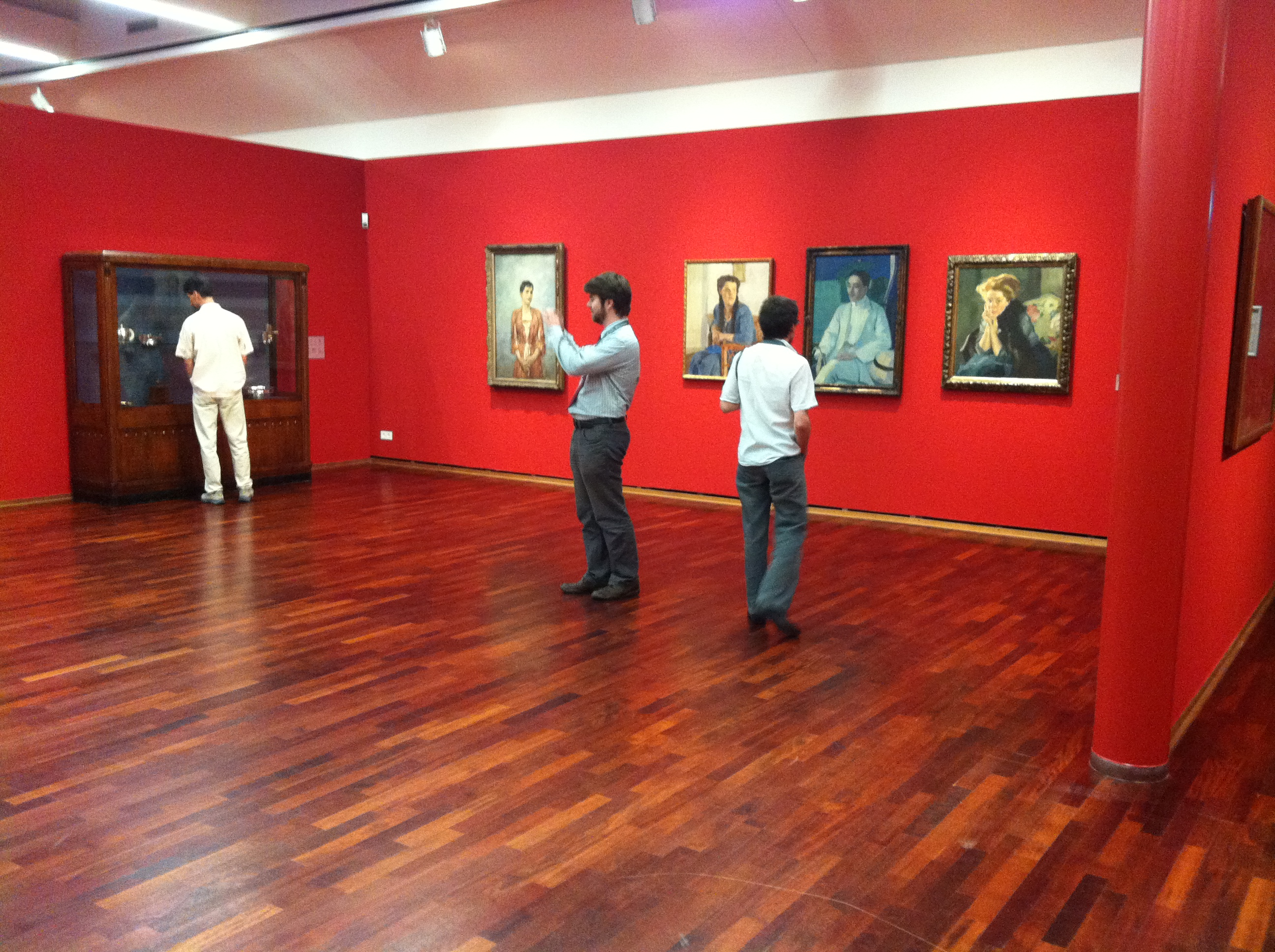
Interior del museo
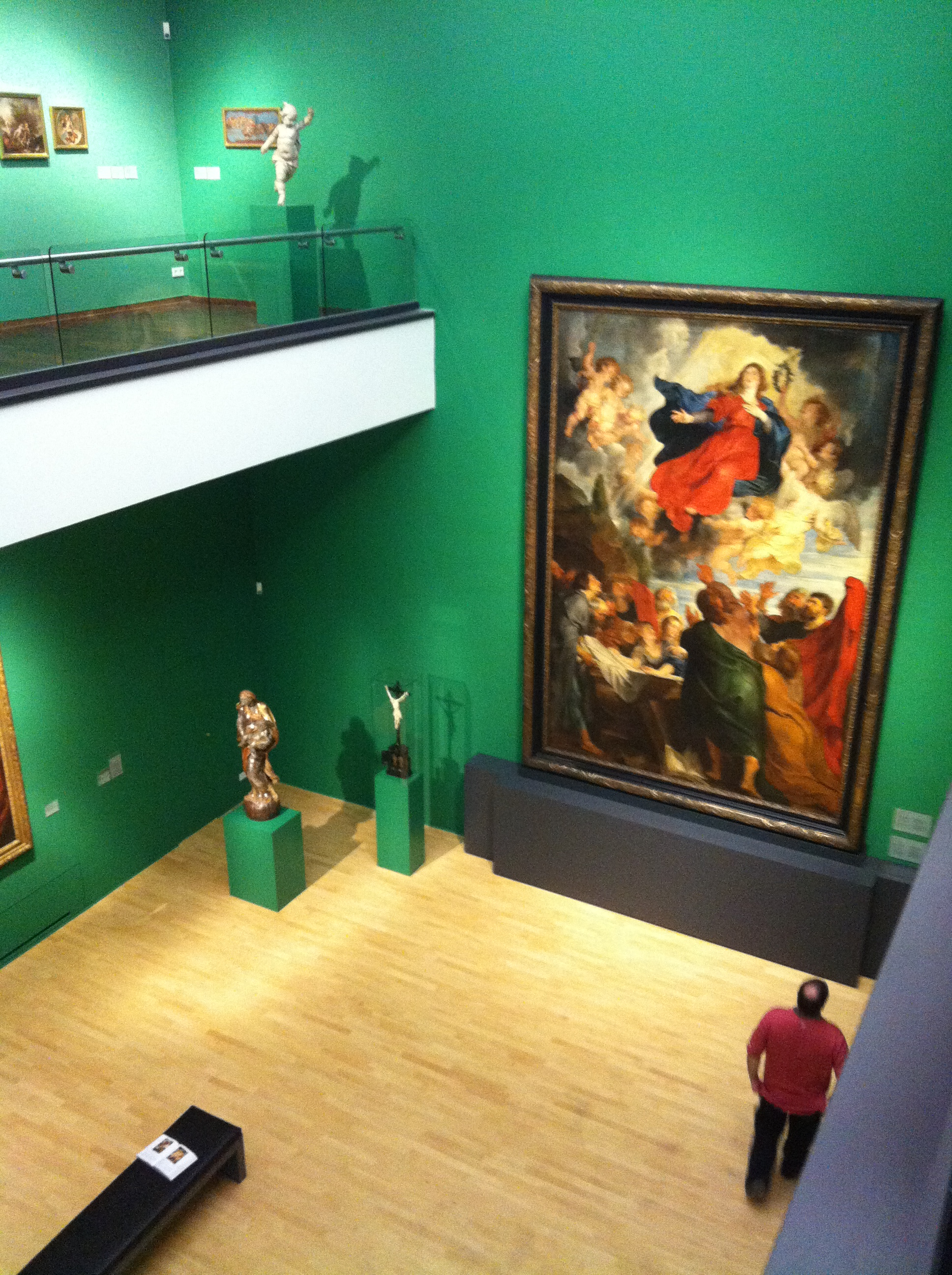
Interior del museo
Logo